# Takayuki Fujikawa
Takayuki Fujikawa (født 10. oktober 1962, død 15. november 2018) var en japansk fodboldspiller.
Han har spillet for flere forskellige klubber i sin karriere, herunder Verdy Kawasaki.